# Alatiliparis lepanthes
Alatiliparis lepanthes är en orkidéart som först beskrevs av Rudolf Schlechter, och fick sitt nu gällande namn av Dariusz Lucjan Szlachetko och Marg. Alatiliparis lepanthes ingår i släktet Alatiliparis och familjen orkidéer. Inga underarter finns listade i Catalogue of Life.